# 基隆市交通
基隆是台灣北部首要港埠都市，又位於台灣北部海岸線的中心點，故成為海陸交通的輻輳。中山高速公路、福爾摩沙高速公路等國道幹線皆以基隆為起點，並有多條省道通往全台各地。基隆同時是台灣鐵路的重要樞紐，縱貫鐵路的北端位於基隆，台鐵東部幹線的北端也是從基隆市區近郊的八堵開始。1980年代前，基隆港更是台灣本島通往東部、外島的重要樞紐。
基隆聯外的公路運輸與鐵路運輸均十分發達，亦是台灣大眾運輸使用率最高的地區之一，藉由公共汽車、鐵路通往鄰近的台北市與全台各地。1990年代後，基隆市各界開始爭取台北捷運路線延伸基隆，基隆市區亦有建構輕軌運輸系統的計畫。

## 軌道運輸

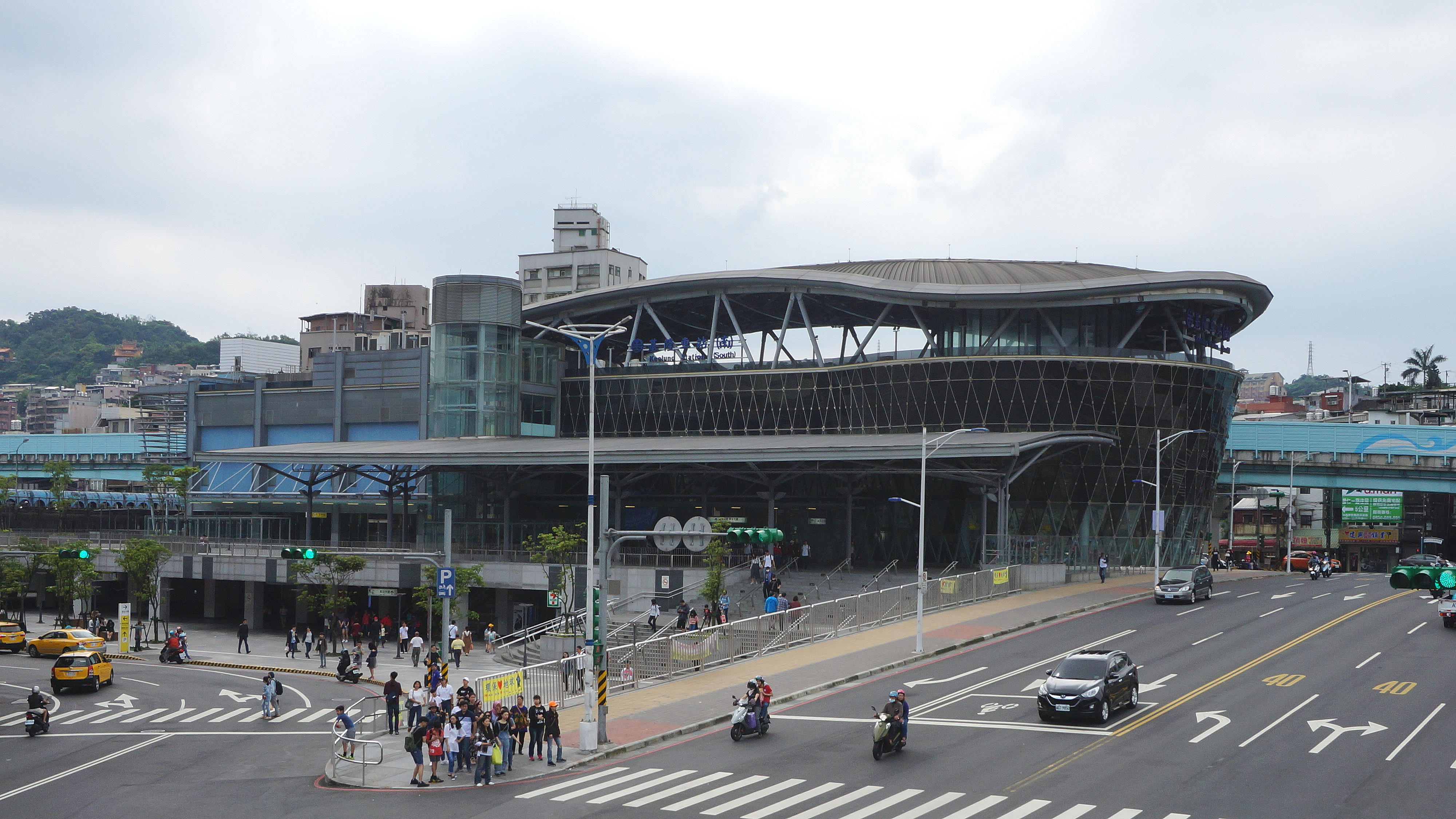
台鐵基隆車站，為台鐵最北端的車站

### 鐵路
- 台鐵：縱貫線、宜蘭線、深澳線、基隆臨港線

### 捷運
因基隆與台北的距離相當近，自台北捷運開始建設以來，基隆市各界即積極爭取將捷運路線延伸至基隆，以疏解基隆台北間每日大量的通勤需求。但2000年代後囿於政府財政狀況不佳，加上基隆捷運與台鐵既有路線相似，有重複投資之慮，中央政府一度改為改善台鐵既有路線（即臺鐵捷運化），捷運延伸案長期遭到擱置。
在林右昌擔任市長、以及蔡英文政府上台後，在中央與地方（基隆市）均為同一政黨執政的背景下，基隆捷運的興建計畫重新提上時程，台北端點站定為南港車站，基隆端點站第一階段則定為八堵車站、第二階段延至基隆車站。

### 輕軌
除一般捷運之外，基隆市政府亦計劃在市區建設輕軌運輸系統，多以平面設計以撙節輕費。目前當務解決未來國立海洋科技博物館開館之後所帶來的觀光人潮，故以海線捷運為優先路線：
- 海線（原東一線）：基隆車站─海科館
- 山線：汐止區公所站─基隆車站

## 公路

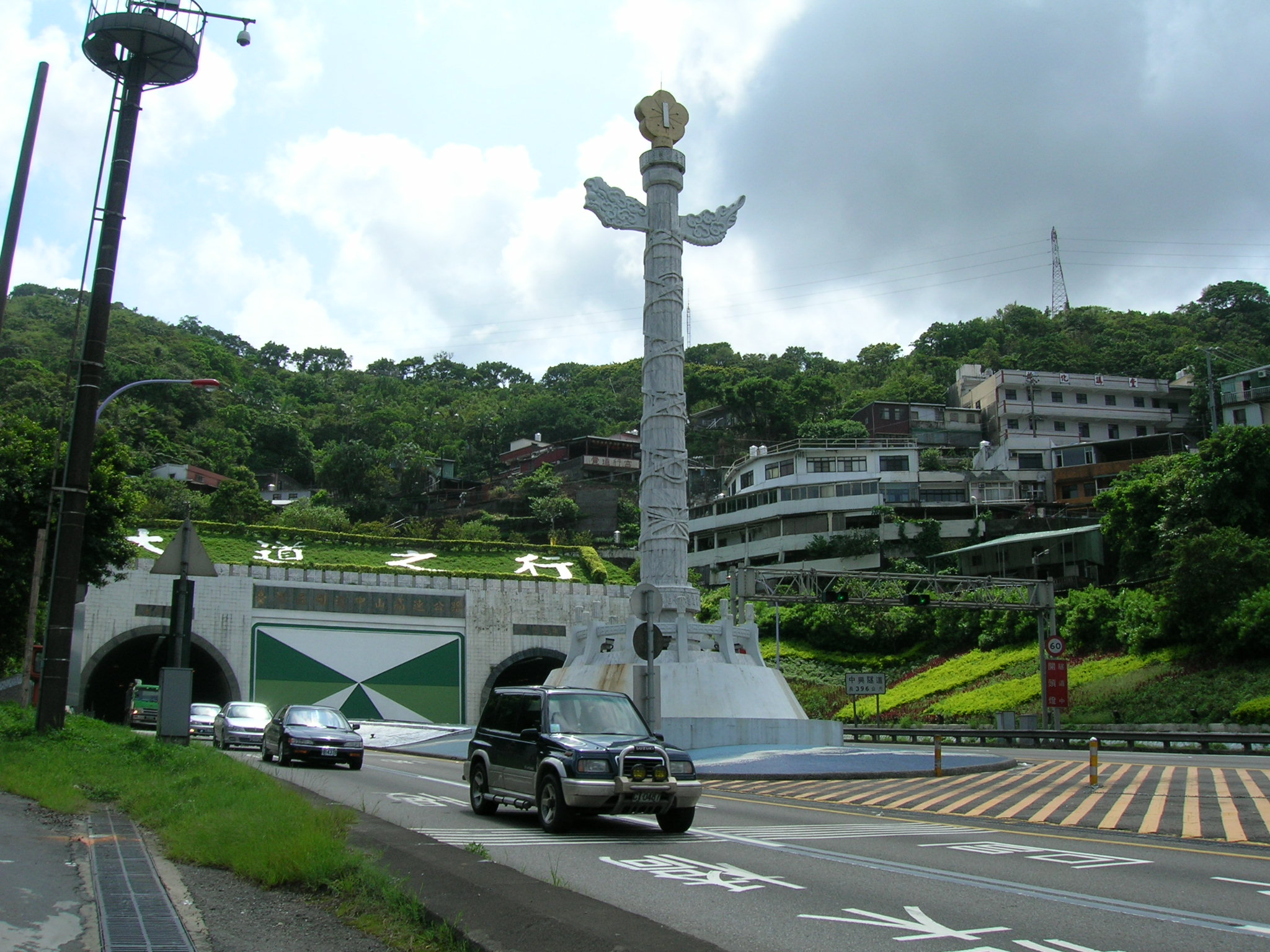
中山高速公路基隆端

### 高速公路
國道1號（中山高）
- 基隆端
- 基隆交流道
- 八堵交流道
- 大華系統交流道（連接台62線）
- 五堵交流道

國道3號（福高）
- 基金交流道（連接台2線）
- 瑪東系統交流道（連接台62線）

### 省道
- 台2線：基金公路、北部濱海公路
  - 台2丙線：基福公路
  - 台2丁線：瑞八公路
  - 台2己線：基隆港西岸聯外道路
- 台5線：北基公路
  - 台5甲線：舊北基公路
- 台62線：東西向快速公路萬里瑞濱線
  - 大武崙端
  - 瑪東系統交流道
  - 大埔交流道
  - 大華系統交流道
  - 暖暖交流道
  - 瑞芳交流道
- 台62甲線：基隆港東岸聯外道路
  - 中正端
  - 孝東交流道
  - 四腳亭交流道

### 縣道
- 縣道102線（基隆—瑞芳段又稱基瑞公路）

### 市區高架道路
- 港西高架橋：連接中山高基隆端及西岸碼頭、中山一路。
- 東岸高架道路：又稱中正高架橋，連接中山高基隆端及東岸碼頭、中正路（濱海公路）。
- 西定高架道路：連接市區及內木山一帶新社區，全線皆建於西定河的河道上方。
- 月眉路拓寬工程：連接市區和瑞芳四腳亭。

## 公路運輸

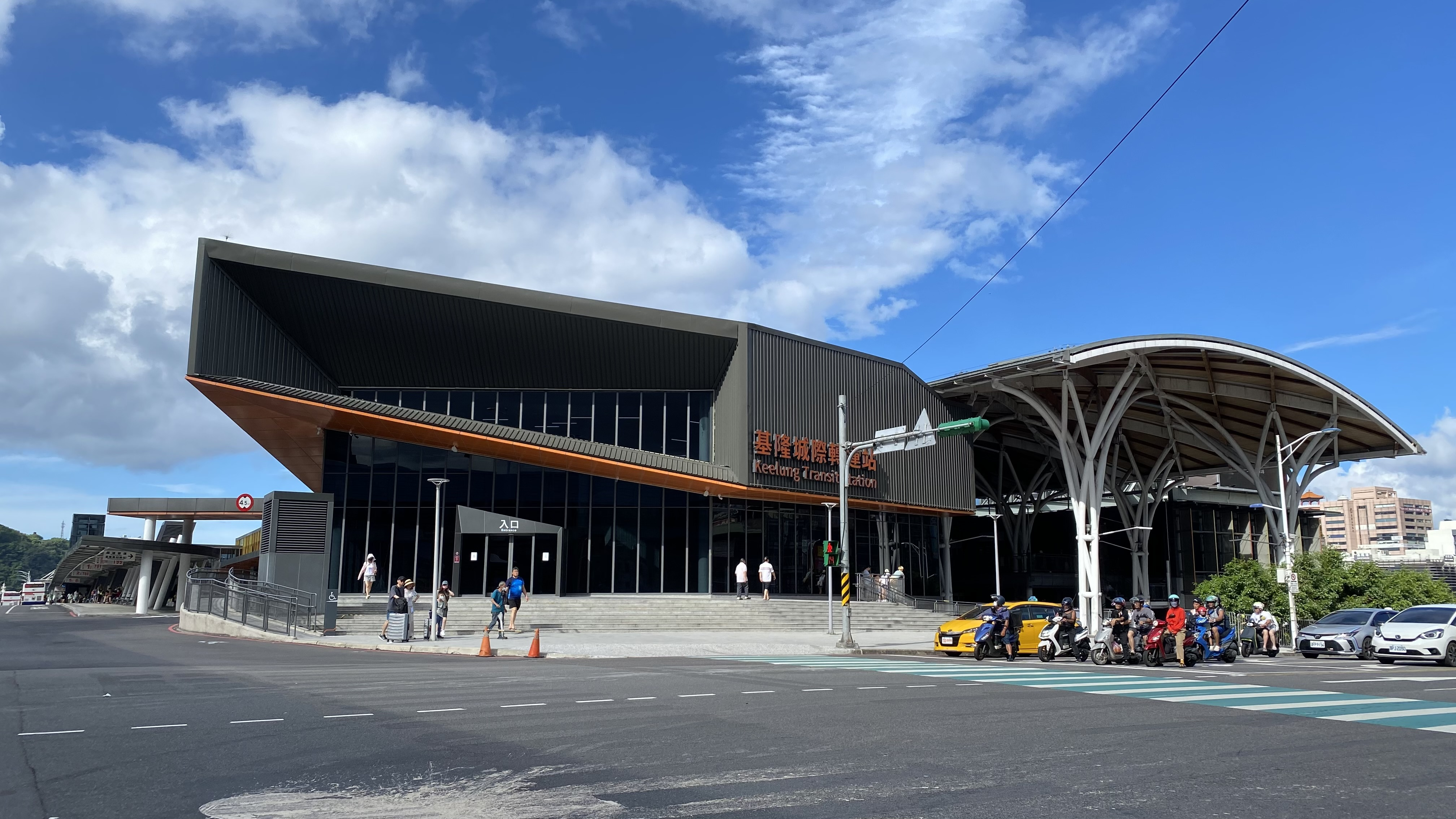
基隆城際轉運站

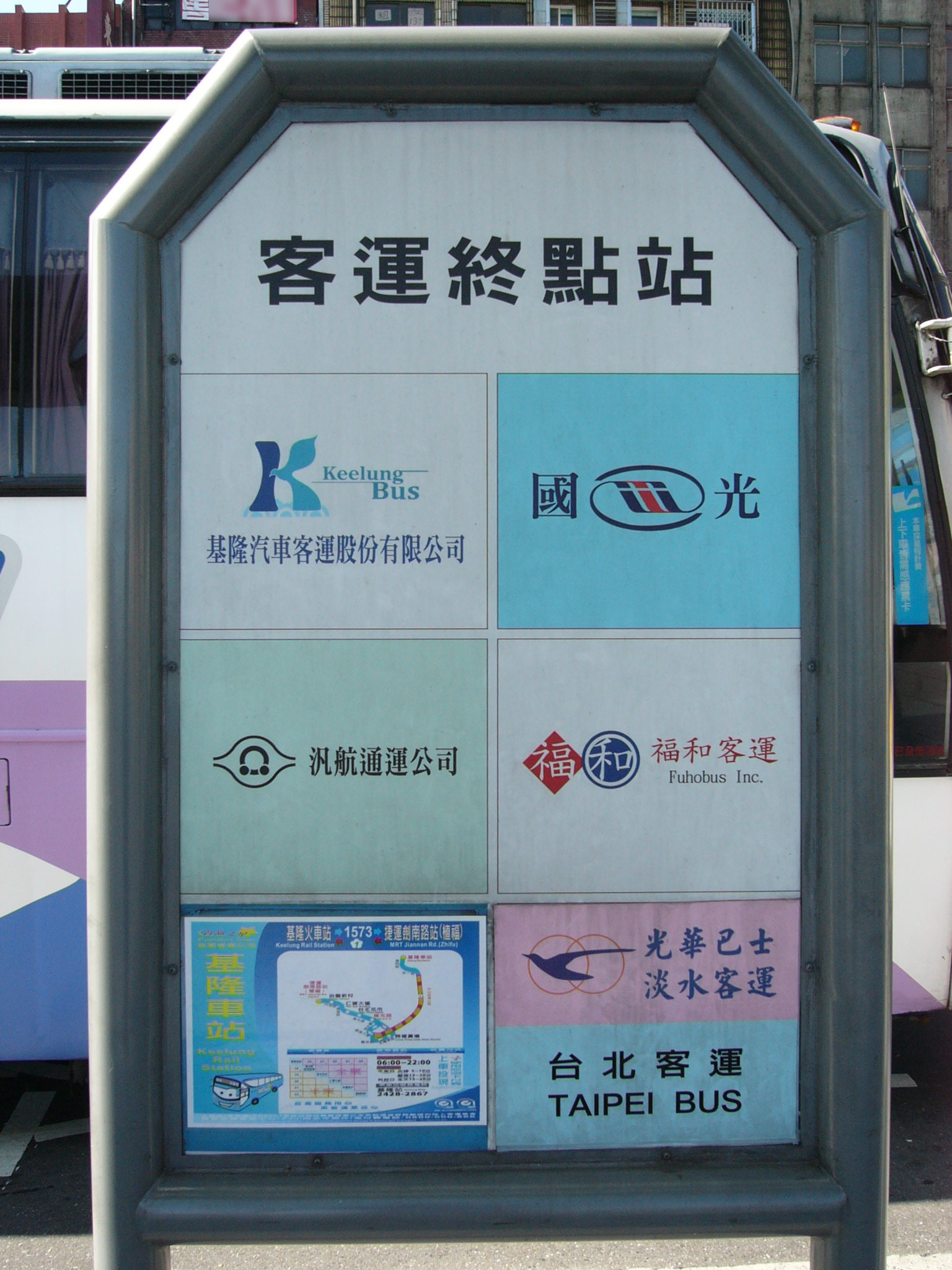
位於海洋廣場的客運終點站站牌，城際轉運站啟用後裁撤

### 市區公車
- 基隆市公車：以基隆車站為中心，路網涵蓋全市各地；票證已全面電子化

### 公路客運
- 國光客運（專營國道客運）：
  - 基隆－路線：共有1813台北車站、1813D基隆車站—基隆中山區—台北車站、1800中崙、1802三重、1801石牌、1551新店等6條路線，及部分路段行經安樂區的1815台北—金山線。另外還有從市內各大社區發車、平日行駛的通勤專車。
  - 1803中壢、1804新竹、1805台中、1806南投、1880宜蘭等地皆有班車可達。
- 基隆客運：以省道客運為主、兼營國道客運；服務範圍從基隆廣及大台北以及北海岸地區（部分路線與中興巴士旗下業者淡水客運、光華巴士聯營）
- 泰樂客運：（專營國道客運）：
  - 1550基隆—台北市區—基隆
  - 9026大武崙—南港展覽館—南港車站
- 淡水客運：862基隆車站—捷運淡水站（與基隆客運聯營）
- 汎航客運：2002基隆長庚醫院—基隆車站—中山高速公路—台北長庚醫院（穿梭車）
- 首都客運（首都之星）：1573基隆車站—中山高速公路—內湖科技園區—美麗華百樂園、1880基隆—雪山隧道—羅東 (與國光客運聯營)
- 大都會客運：2088八斗子(碧砂漁港)—新豐街、孝東路、法院、基隆女中、廟口夜市—國道一號—市府轉運站

## 水運

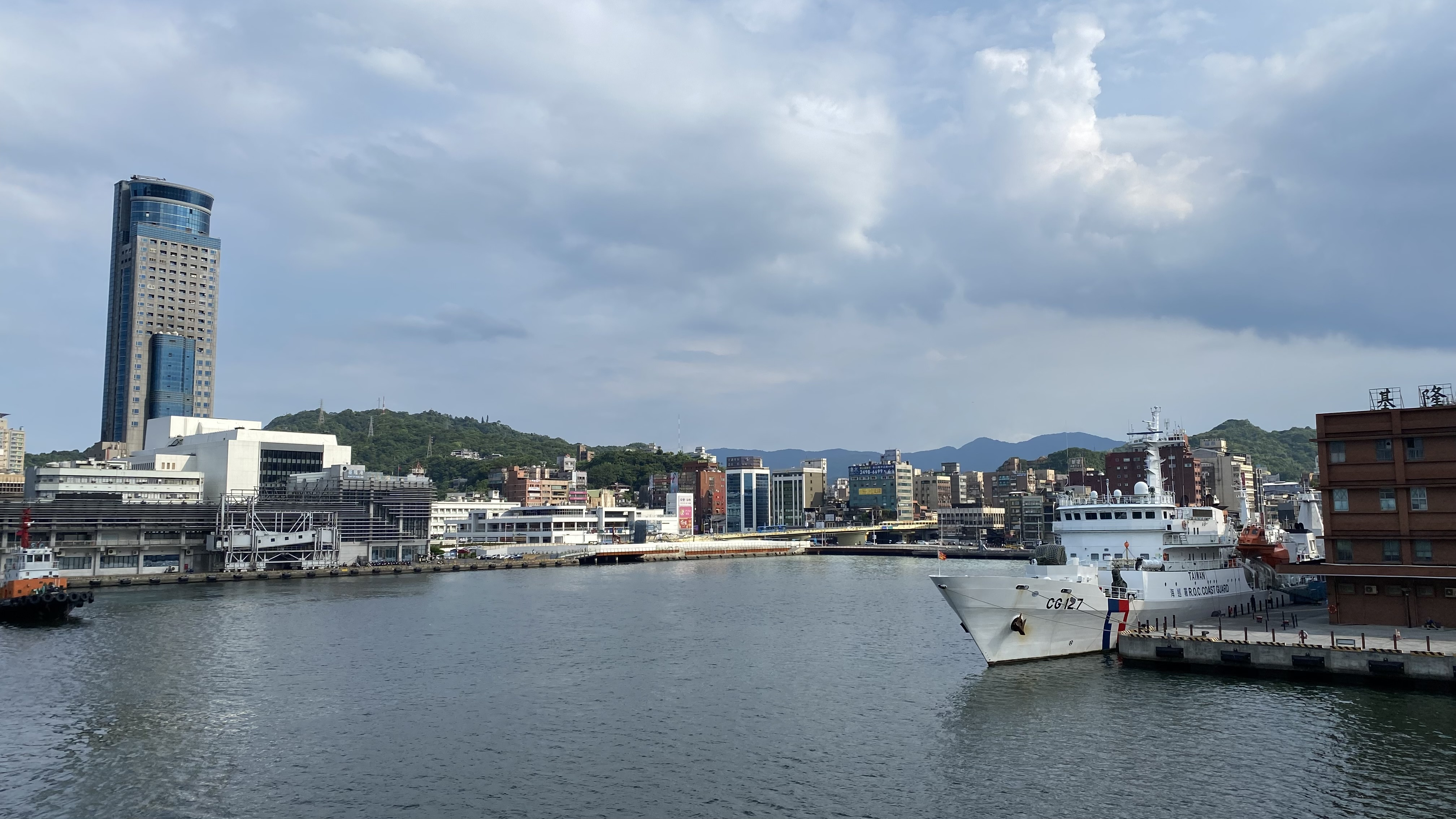
基隆內港

在1980年代之前，其他種類的交通工具還不發達的年代，從基隆港搭乘交通船是大多數人前往東部及離島的方式（如花蓮輪等）。但現在大部分的普通運輸航線已經停駛，取而代之的是1990年代以來觀光航線的蓬勃發展。
- 基隆—馬祖航線（新華航業公司 （页面存档备份，存于）經營）
  - 基隆港—東引（中柱港）—南竿（福沃港） - 單號日開行
  - 東引—南竿—基隆港 - 雙號日開行
  - 使用船舶：台馬輪（主力船種）、合富快輪、金門快輪（代用）
- 基隆—日本航線（日商有村產業（日语：有村産業）經營）
  - 名古屋—大阪—那霸—宮古島—石垣島—基隆港
- 基隆港、基隆嶼觀光遊艇航線（公辦民營，由友財公司經營）
  - 小艇碼頭—＜經基隆港區＞—光華塔（位於基隆港西碎波堤尾端的觀光塔，塔上設有景觀咖啡廳）
  - 小艇碼頭—＜經基隆港區＞—光華塔—基隆嶼
  - 小艇碼頭—＜經基隆港區＞—基隆嶼
  - 碧砂漁港—基隆嶼
- 麗星郵輪觀光航線
  - 天秤星號：基隆港—澎湖、基隆港—石垣島、基隆港—那霸

## 外部連結
- 基隆市政府交通處 （页面存档备份，存于）